# 乌鸦悖论

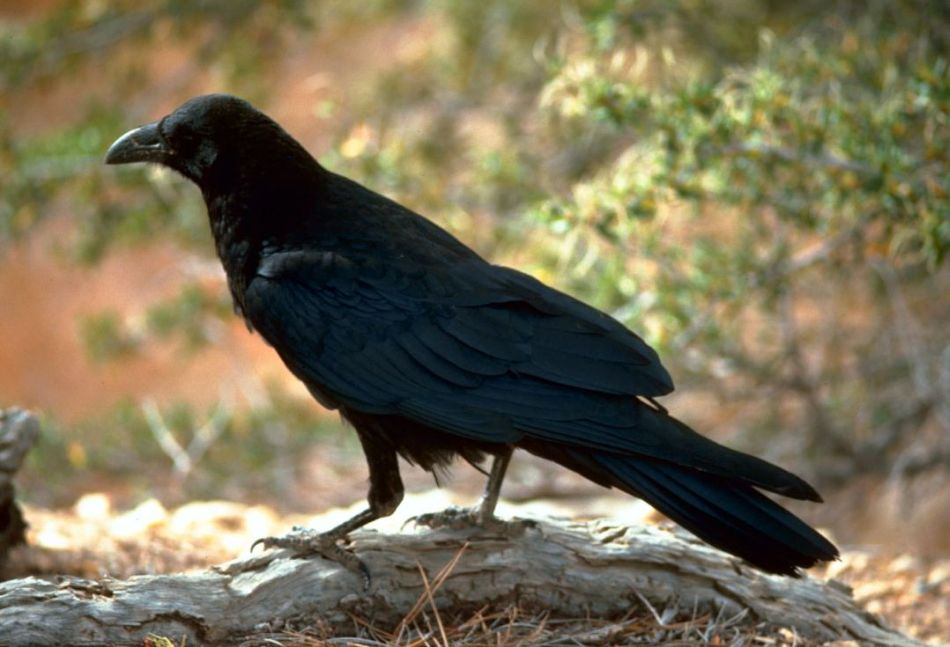
一只黑乌鸦

非黑非乌鸦

乌鸦悖论（英語：raven paradox），也叫做亨佩尔的乌鸦或亨佩尔悖论，是1940年代德国逻辑学家卡尔·亨普尔为了说明归纳法违反直觉而提出的一个悖论。

## 问题的综述
几千年以来，无数人观察了许多事物，比如地心引力法则，人们趋于相信其极可能是真理。
这种类型的推理可以总结成“归纳法原理”：
如果实例 X 被观察到和论断 T 相符合，那么论断 T 正确的概率增加。
亨佩尔给出了归纳法原理的一个例子： “所有乌鸦都是黑色的”论断。我们可以出去观察成千上万只乌鸦，然后发现他们都是黑的。在每一次观察之后，我们对“所有乌鸦都是黑的”的信任度会逐渐提高。归纳法原理在这里看起来合理的。
现在问题出现了。“所有乌鸦都是黑的” 的论断在逻辑上和“所有不是黑的东西不是乌鸦”等价。如果我们观察到一個红苹果，它不是黑的，也不是乌鸦，那么这次观察必会增加我们对“所有不是黑的东西不是乌鸦”的信任度，因此更加确信“所有的乌鸦都是黑的！”这个问题被总结成：
| 我从未见过紫色的牛， 但若我见到一头， 乌鸦皆黑的概率， 更加可能是一么？ | -{I never saw a purple cow But if I were to see one Would the probability ravens are black Have a better chance to be one?}- |
| （改寫自吉利特·伯吉斯的诗）                                             | |

## 解决提議
解决它和直觉的冲突，哲学家们提出了一些方法。美国逻辑学家纳尔逊·古德曼建议对我们的推理添加一些限制，比如永远不要考虑支持论断“所有P满足Q”且同时也支持“没有P满足Q” 的实例。
其他一些哲学家质疑“等价原理”。也许红苹果能够增加我们对论断“所有不是黑的东西不是乌鸦”的信任度，而不增加我们对 “所有乌鸦都是黑色的”信任。这个提议受到质疑，因为你不能对等价的两个命题有不同的信任度，如果你知道他们都是真的或都是假的。
古德曼，以及其后的威拉德·冯·奥曼·蒯因，使用术语「projectible predicate」来描述这些类似于「乌鸦」和「黑色」的命题，所有这类命题是支持归纳推理法的；而「非projectible predicate」则为与之相反的后者，如「非黑」和「非乌鸦」这些命题并不支持归纳推理法。蒯因还提出一个需要证实的猜想：如果任何命题是projectible的；在无限物件组成的全集中，一个projectible的命题的补集永远是非projectible的。
这样一来，虽然「所有乌鸦都是黑的」和「所有不是黑的东西都不是乌鸦」这两个命题所拥有的信任度必须相等，但只有「黑色的乌鸦」才能同时增加两者的信任度，而「非黑色的非乌鸦」并不增加任何一个命题的信任度。
还有些哲学家认为其实这个命题是完全正确的，出错的是我们自己的逻辑。其实观察到一个红色的苹果确实会增加乌鸦都是黑色的可能性！这就相当于：如果有人把宇宙中所有不是黑的物体都给你看，而你发现所有的物体都不是乌鸦，那你就完全可以断定所有乌鸦都是黑的了。这个「悖论」看上去荒谬只是因为宇宙中「不是黑的」物体远远多于「乌鸦」，所以发现一个「不是黑的」物体只增加了极其微小的对于「乌鸦都是黑的」的信任度，而相对而言，每发现一只黑的乌鸦就是一个有力的证据了。
既然在邏輯上沒有矛盾，烏鴉悖論應該不是悖論，問題出在語感上，「烏鴉都是黑色的」，這是一個判斷句，後半句是結論，因此形容詞黑色不是修飾前面的烏鴉，而是修飾後面被省略掉的名詞，根據語感來看被省略的應該是鳥，完整的句子應該是「烏鴉都是黑色的鳥」。與之等價的句子是「不是黑色的鳥都不是烏鴉」，看到一隻白色的天鵝，的確不是烏鴉，在語感和邏輯上也都合理多了。

### 贝叶斯定理
除了以上的陈述以外，「归纳法原理」还有另一种形式，就是贝叶斯推理。
设 X 为支持论断 T 的一个实例，而 I 表示我们所有的已知信息。
{\displaystyle \Pr(\bullet |\circ )} 表示论断 T 成立的几率，已知 X 和 I 都是成立的，可以推得，
{\displaystyle \Pr(T|XI)={\frac {\Pr(T|I)\cdot \Pr(X|TI)}{\Pr(X|I)}}}
这里 {\displaystyle Pr(T|I)} 表示在只有 I 是已知成立的情况下，T 成立的几率；{\displaystyle Pr(X|TI)} 表示在 T 和 I 都已知成立的情况下，X 成立的几率；而 {\displaystyle Pr(X|I)} 表示在只有 I 是已知成立的情况下，X 成立的几率。
利用这个原理，这个悖论就不会出现了。如果有人随机选一个「苹果」，那么他看到一个红苹果的几率和「乌鸦」的颜色是完全没有关系的。这时分子等于分母，所以分数等于1，所以以上讨论的几率不会改变。所以看见一只红色的苹果不会增加人们对「乌鸦都是黑色的」的信任度。
而如果那人是随机选择一个非黑的「物件」，那个物件正好是一个红的苹果，那么我们會得到一个分子大于分母的，几乎等于一的假分数。所以在这个情况下，看见一只红苹果确实会极微小地增加我们对「乌鸦都是黑色的」的信任度。
其实，随着一个人看到的不是黑色的东西的增加（并发现其中没有乌鸦），「乌鸦都是黑色的」的几率会趋向于1。